# Chilliwack
Chilliwack es una ciudad canadiense situada en la provincia de Columbia Británica.

## Superficie
Chilliwack tiene una superficie de 261,34 km².

## Demografía
En 2021, tenía 93 203 habitantes, una densidad poblacional de 356,6 hab./km², y 37 124 viviendas.